# Кортенуова (Бергамо)
Кортенуова (итал. Cortenuova) је насеље у Италији у округу Бергамо, региону Ломбардија.
Према процени из 2011. у насељу је живело 1367 становника. Насеље се налази на надморској висини од 134 м.

## Становништво
| 1931. | 1936. | 1951. | 1961. | 1971. | 1981. | 1991. | 2001. | 2011. |
| ----- | ----- | ----- | ----- | ----- | ----- | ----- | ----- | ----- |
| 1.439 | 1.434 | 1.566 | 1.281 | 1.140 | 1.255 | 1.410 | 1.667 | 1.942 |